# FA Cup 2010/11
Der FA Cup 2010/11 war die 130. Austragung des weltweit ältesten Fußballpokalturniers; The Football Association Challenge Cup, oder FA Cup. Diese Pokalsaison begann mit 759 Vereinen.
Der Pokalwettbewerb startete am 14. August 2010 mit der Extra Vorrunde und endete mit dem Finale im Wembley Stadium in London am 14. Mai 2011. Der Sieger des Wettbewerbes wurde Manchester City.

## Kalender
| Runde                              | Datum              | Spiele | Vereine   | Neueinstiege   | Prämien                                  | Spieler der Runde                       |
| ---------------------------------- | ------------------ | ------ | --------- | -------------- | ---------------------------------------- | --------------------------------------- |
| Extra Vorrunde                     | 14. August 2010    | 201    | 759 → 558 | 402:358.-759.  | £ 750                                    | keiner                                  |
| Vorrunde                           | 28. August 2010    | 166    | 558 → 392 | 131: 227.-357. | £ 1.500                                  | keiner                                  |
| Erste Qualifikationsrunde          | 11. September 2010 | 116    | 392 → 276 | 66: 161.-226.  | £ 3.000                                  | Sam Styles (Oxhey Jets)                 |
| Zweite Qualifikationsrunde         | 25. September 2010 | 80     | 276 → 196 | 44: 117.-160.  | £ 4.500                                  | Sam Higgins (Chelmsford City)           |
| Dritte Qualifikationsrunde         | 9. Oktober 2010    | 40     | 196 → 156 | keine          | £ 7.500                                  | Justin Marsden (Nuneaton Town)          |
| Vierte Qualifikationsrunde         | 23. Oktober 2010   | 32     | 156 → 124 | 24: 93.-116.   | £ 12.500                                 | Amari Morgan-Smith (Luton Town)         |
| Erste Hauptrunde                   | 6. November 2010   | 40     | 124 → 84  | 48: 45.-92.    | £ 18.000                                 | Jake Cottrell (FC United of Manchester) |
| Zweite Hauptrunde                  | 27. November 2010  | 20     | 84 → 64   | keine          | £ 27.000                                 | Sam Ashton (FC United of Manchester)    |
| Dritte Hauptrunde                  | 8. Januar 2011     | 32     | 64 → 32   | 44: 1.-44.     | £ 67.500                                 | Kasper Schmeichel (Leeds United)        |
| Vierte Hauptrunde                  | 29. Januar 2011    | 16     | 32 → 16   | keine          | £ 90.000                                 | Neal Bishop (Notts County)              |
| Fünfte Hauptrunde                  | 19. Februar 2011   | 8      | 16 → 8    | keine          | £ 180.000                                | Matt Mills (FC Reading)                 |
| Sechste Hauptrunde (Viertelfinale) | 12. März 2011      | 4      | 8 → 4     | keine          | £ 360.000                                | Kevin Davies (Bolton Wanderers)         |
| Halbfinale                         | 16.–17. April 2011 | 2      | 4 → 2     | keine          | Sieger: £ 900.000 Verlierer: £ 450.000   | Joe Hart (Manchester City)              |
| Finale                             | 14. Mai 2011       | 1      | 2 → 1     | keine          | Sieger: £ 1.800.000 Verlierer: £ 900.000 | Mario Balotelli (Manchester City)       |

## Modus
Kompletter Überblick bei: FA Cup
Der FA Cup wird in Runden ausgespielt. Teilnehmen kann jede Mannschaft, die ein bestimmtes Leistungsniveau hat und ein angemessenes Spielfeld besitzt. Gespielt wird i. d. R. nur mit einem Hinspiel. Bei Unentschieden findet ein Rückspiel statt. Endet das Rückspiel ebenfalls unentschieden geht das Spiel in Verlängerung bzw. Elfmeterschießen. Dieser Modus geht bis zur sechsten Hauptrunde. Ab dem Halbfinale gibt es nur ein Spiel ggf. mit Verlängerung und Elfmeterschießen.
Einige Mannschaften sind von bestimmten Runden freigestellt:
- In der zweiten Qualifikationsrunde kommen die Mannschaften der Conference North/South (6. Spielklasse des englischen Ligabetriebes) hinzu.
- In der vierten Qualifikationsrunde kommen die Mannschaften der Conference National (5. Spielklasse des englischen Ligabetriebes) hinzu.
- In der ersten Hauptrunde kommen die Mannschaften der League 1 und 2 der Football League (3. und 4. Spielklasse des englischen Ligabetriebes) hinzu.
- In der dritten Hauptrunde am ersten Januarwochenende kommen die Mannschaften des Football League Championship (2. Spielklasse des englischen Ligabetriebes) und der Premier League (1. Spielklasse des englischen Ligabetriebes) hinzu

Die Halbfinalspiele finden auf neutralem Platz, das Finale im Wembley-Stadion statt.
Jeder Sieger erhält eine Prämie aus den Fernsehgeldern, die nach Runde gestaffelt ist.

## Hauptrunde

### Erste Hauptrunde
In der ersten Hauptrunde treten die jeweils 24 Mannschaften der Football League One bzw. Two in den Wettbewerb ein.
Die Auslosung fand am 24. Oktober 2010 statt. Die Spiele wurden am 6. und 7. November 2010 ausgetragen.
|                        | Ergebnis |                         | Zuschauer |
| ---------------------- | -------- | ----------------------- | --------- |
| Colchester United      | 4:3      | Bradford City           | 2.736     |
| Corby Town             | 1:1      | Luton Town              | 2.000     |
| Harrow Borough         | 0:2      | FC Chesterfield         | 2.500     |
| Notts County           | 2:0      | FC Gateshead            | 3.235     |
| FC Stevenage           | 0:0      | Milton Keynes Dons      | 2.956     |
| FC Southport           | 2:5      | Sheffield Wednesday     | 4.490     |
| Rotherham United       | 0:0      | York City               | 3.227     |
| Havant & Waterlooville | 0:2      | FC Droylsden            | 1.102     |
| FC Bury                | 2:0      | Exeter City             | 2.359     |
| Cheltenham Town        | 1:0      | FC Morecambe            | 2.066     |
| Hayes & Yeading United | 1:2      | Wycombe Wanderers       | 1.426     |
| Dagenham & Redbridge   | 1:1      | Leyton Orient           | 3.378     |
| AFC Wimbledon          | 0:0      | Ebbsfleet United        | 3.219     |
| Lincoln City F.C.      | 1:0      | Nuneaton Town           | 3.084     |
| Mansfield Town         | 0:1      | Torquay United          | 2.179     |
| Hereford United        | 5:1      | Hythe Town              | 2.217     |
| AFC Bournemouth        | 5:3      | Tranmere Rovers         | 3.951     |
| Chelmsford City        | 3:2      | FC Hendon               | 1.685     |
| Swindon Supermarine    | 2:1      | Norwich City            | 2.603     |
| Rushden & Diamonds     | 0:1      | Yeovil Town             | 1.666     |
| FC Southampton         | 2:0      | Shrewsbury Town         | 10.410    |
| Cambridge United       | 0:0      | Huddersfield Town       | 3.127     |
| Burton Albion          | 1:0      | Oxford United           | 2.483     |
| FC Gillingham          | 0:2      | Dover Athletic          | 7.475     |
| FC Tamworth            | 2:1      | Crewe Alexandra         | 1.776     |
| FC Darlington          | 2:1      | Bristol Rovers          | 1.602     |
| AFC Guiseley           | 0:5      | Crawley Town            | 1.609     |
| Brighton & Hove Albion | 0:0      | FC Woking               | 5.868     |
| Macclesfield Town      | 2:2      | Southend United         | 1.582     |
| AFC Rochdale           | 2:3      | FC United of Manchester | 7.048     |
| Carlisle United        | 6:0      | Tipton Town             | 4.241     |
| FC Dartford            | 1:1      | Port Vale               | 3.679     |
| Forest Green Rovers    | 0:3      | Northampton Town        | 1.479     |
| Fleetwood Town         | 1:1      | FC Walsall              | 2.319     |
| FC Barnet              | 0:0      | Charlton Athletic       | 2.684     |
| Plymouth Argyle        | 0:4      | Swindon Town            | 5.226     |
| Accrington Stanley     | 3:2      | Oldham Athletic         | 2.275     |
| Hartlepool United      | 0:0      | Vauxhall Motors         | 2.381     |
| Stockport County       | 1:1      | Peterborough United     | 2.001     |
| FC Brentford           | 1:1      | FC Brentford            | 4.090     |

#### Wiederholungsspiel
|                     | Ergebnis              |                        | Zuschauer |
| ------------------- | --------------------- | ---------------------- | --------- |
| Luton Town          | 4:2                   | Corby Town             | 3.050     |
| Milton Keynes Dons  | 1:1 n. V. (6:7 i. E.) | FC Stevenage           | 3.977     |
| York City           | 3:0                   | Rotherham United       | 2.644     |
| Leyton Orient       | 3:2                   | Dagenham & Redbridge   | 2.901     |
| Ebbsfleet United    | 2:3 n. V.             | AFC Wimbledon          | 2.306     |
| Huddersfield Town   | 2:1                   | Cambridge United       | 3.766     |
| FC Woking           | 2:2 n. V. (0:3 i. E.) | Brighton & Hove Albion | 4.193     |
| Southend United     | 2:2 n. V. (3:5 i. E.) | Macclesfield Town      | 2.194     |
| Port Vale           | 4:0                   | FC Dartford            | 3.590     |
| FC Walsall          | 2:0                   | Fleetwood Town         | 2.056     |
| Charlton Athletic   | 1:0                   | FC Barnet              | 4.803     |
| Vauxhall Motors     | 0:1                   | Hartlepool United      | 2.406     |
| Peterborough United | 4:1                   | Stockport County       | 2.312     |
| Leyton Orient       | 1:0                   | FC Brentford           | 3.627     |

### Zweite Hauptrunde
Die Spiele wurden am 26. bis 29. November  2010 absolviert.
|                        | Ergebnis |                         | Zuschauer |
| ---------------------- | -------- | ----------------------- | --------- |
| Sheffield Wednesday    | 3:2      | Northampton Town        | 8.932     |
| Burton Albion          | 3:1      | FC Chesterfield         | 3.881     |
| Huddersfield Town      | 6:0      | Macclesfield Town       | 4.924     |
| AFC Wimbledon          | 0:2      | FC Stevenage            | 3.633     |
| Hartlepool United      | 4:2      | Yeovil Town             | 1.914     |
| FC Bury                | 1:2      | Peterborough United     | 2.514     |
| Notts County           | 3:1      | AFC Bournemouth         | 2.881     |
| FC Droylsden           | 1:1      | Leyton Orient           | 1.762     |
| Crawley Town           | 1:1      | Swindon Town            | 3.895     |
| Brighton & Hove Albion | 1:1      | FC United of Manchester | 5.362     |
| FC Southampton         | 3:0      | Cheltenham Town         | 9.276     |
| Torquay United         | 1:0      | FC Walsall              | 2.334     |
| Charlton Athletic      | 2:2      | Luton Town              | 8.682     |
| Colchester United      | 1:0      | Swindon Supermarine     | 3.047     |
| Hereford United        | 2:2      | Lincoln City F.C.       | 1.803     |
| Port Vale              | 1:0      | Accrington Stanley      | 4.016     |
| Wycombe Wanderers      | 3:1      | Chelmsford City         | 3.205     |
| Carlisle United        | 3:2      | FC Tamworth             | 3.599     |
| Dover Athletic         | 2:0      | Aldershot Town          | 4.123     |
| FC Darlington          | 0:2      | York City               | 2.500     |

#### Wiederholungsspiel
|                         | Ergebnis  |                        | Zuschauer |
| ----------------------- | --------- | ---------------------- | --------- |
| Leyton Orient           | 8:2 n. V. | FC Droylsden           | 1.345     |
| Swindon Town            | 2:3       | Crawley Town           | 2.955     |
| FC United of Manchester | 0:4       | Brighton & Hove Albion | 6.900     |
| Luton Town              | 1:3       | Charlton Athletic      | 5.914     |
| Lincoln City F.C.       | 3:4       | Hereford United        | 1.794     |

### Dritte Hauptrunde
In dieser Runde treten die Mannschaften  der FA Premier League (20 Teams) und die Mannschaften des Football  League Championship (24 Teams) in den Wettbewerb ein.
Die Auslosung fand am 28. November 2010  statt.
Die Spiele wurden am 8. und 9. Januar  2011 absolviert.
|                        | Ergebnis |                         | Zuschauer |
| ---------------------- | -------- | ----------------------- | --------- |
| FC Burnley             | 4:2      | Port Vale               | 9.442     |
| Coventry City          | 2:1      | Crystal Palace          | 8.162     |
| Bristol City           | 0:3      | Sheffield Wednesday     | 11.378    |
| FC Fulham              | 6:2      | Peterborough United     | 15.936    |
| Doncaster Rovers       | 2:2      | Wolverhampton Wanderers | 8.616     |
| Brighton & Hove Albion | 3:1      | FC Portsmouth           | 7.792     |
| Huddersfield Town      | 2:0      | Dover Athletic          | 7.894     |
| West Ham United        | 2:0      | FC Barnsley             | 32.159    |
| FC Reading             | 1:0      | West Bromwich Albion    | 13.005    |
| FC Arsenal             | 1:1      | Leeds United            | 59.520    |
| Sheffield United       | 1:3      | Aston Villa             | 16.888    |
| Leicester City         | 2:2      | Manchester City         | 31.200    |
| Bolton Wanderers       | 2:0      | York City               | 13.120    |
| Blackburn Rovers       | 1:0      | Queens Park Rangers     | 10.284    |
| Swansea City           | 4:0      | Colchester United       | 7.005     |
| FC Stevenage           | 3:1      | Newcastle United        | 6.644     |
| Burton Albion          | 2:1      | FC Middlesbrough        | 5.236     |
| FC Millwall            | 1:4      | Birmingham City         | 9.841     |
| FC Southampton         | 2:0      | FC Blackpool            | 21.464    |
| FC Watford             | 4:1      | Hartlepool United       | 8.950     |
| FC Chelsea             | 7:0      | Ipswich Town            | 41.654    |
| AFC Sunderland         | 1:2      | Notts County            | 17.582    |
| Scunthorpe United      | 1:5      | FC Everton              | 7.028     |
| Manchester United      | 1:0      | FC Liverpool            | 74.727    |
| Hull City              | 2:3      | Wigan Athletic          | 10.433    |
| Stoke City             | 1:1      | Cardiff City            | 18.629    |
| Tottenham Hotspur      | 3:0      | Charlton Athletic       | 35.698    |
| Preston North End      | 1:2      | Nottingham Forest       | 9.636     |
| Norwich City           | 0:1      | Leyton Orient           | 18.087    |
| Torquay United         | 1:0      | Carlisle United         | 3.005     |
| Crawley Town           | 2:1      | Derby County            | 4.145     |
| Wycombe Wanderers      | 0:1      | Hereford United         | 2.353     |

#### Wiederholungsspiel
|                         | Ergebnis  |                  | Zuschauer |
| ----------------------- | --------- | ---------------- | --------- |
| Wolverhampton Wanderers | 5:0       | Doncaster Rovers | 10.031    |
| Leeds United            | 1:3       | FC Arsenal       | 38.232    |
| Manchester City         | 4:2       | Leicester City   | 27.755    |
| Cardiff City            | 0:2 n. V. | Stoke City       | 13.671a   |

### Vierte Hauptrunde
Die Auslosung fand am 9. Januar 2011 statt.
Die Spiele wurden am 29. und 30. Januar 2011 absolviert.
|                         | Ergebnis |                        | Zuschauer |
| ----------------------- | -------- | ---------------------- | --------- |
| Torquay United          | 0:1      | Crawley Town           | 5.065     |
| FC Watford              | 0:1      | Brighton & Hove Albion | 14.519    |
| Bolton Wanderers        | 0:0      | Wigan Athletic         | 14.950    |
| FC Arsenal              | 2:1      | Huddersfield Town      | 59.375    |
| FC Fulham               | 4:0      | Tottenham Hotspur      | 21.829    |
| FC Everton              | 1:1      | FC Chelsea             | 28.376    |
| FC Southampton          | 1:2      | Manchester United      | 28.792    |
| Swansea City            | 1:2      | Leyton Orient          | 6.281     |
| FC Burnley              | 3:1      | Burton Albion          | 11.664    |
| Birmingham City         | 3:2      | Coventry City          | 16.669    |
| FC Stevenage            | 1:2      | FC Reading             | 6.614     |
| Aston Villa             | 3:1      | Blackburn Rovers       | 26.067    |
| Sheffield Wednesday     | 4:1      | Hereford United        | 16.578    |
| West Ham United         | 3:2      | Nottingham Forest      | 29.287    |
| Wolverhampton Wanderers | 0:1      | Stoke City             | 11.967    |
| Notts County            | 1:1      | Manchester City        | 16.587    |

#### Wiederholungsspiel
|                 | Ergebnis        |                  | Zuschauer |
| --------------- | --------------- | ---------------- | --------- |
| Wigan Athletic  | 0:1             | Bolton Wanderers | 7.515     |
| FC Chelsea      | 1:1 (3:4 i. E.) | FC Everton       | 41.113    |
| Manchester City | 5:0             | Notts County     | 27.276    |

### Fünfte Hauptrunde
Die Auslosung fand am 30. Januar 2011 statt.
Die Spiele wurden vom 19. bis 21. Februar 2011 absolviert.
|                   | Ergebnis |                        | Zuschauer |
| ----------------- | -------- | ---------------------- | --------- |
| West Ham United   | 5:1      | FC Burnley             | 24.488    |
| Manchester City   | 3:0      | Aston Villa            | 25.570    |
| Stoke City        | 3:0      | Brighton & Hove Albion | 21.312    |
| Birmingham City   | 3:0      | Sheffield Wednesday    | 14.607    |
| Leyton Orient     | 1:1      | FC Arsenal             | 9.136     |
| FC Everton        | 0:1      | FC Reading             | 29.976    |
| Manchester United | 1:0      | Crawley Town           | 74.778    |
| FC Fulham         | 0:1      | Bolton Wanderers       | 19.571    |

#### Wiederholungsspiel
|            | Ergebnis |               | Zuschauer |
| ---------- | -------- | ------------- | --------- |
| FC Arsenal | 5:0      | Leyton Orient | 59.361    |

## Sechste Hauptrunde
Die Auslosung fand am 20. Februar 2011 statt.
Die Spiele wurden am 12. und 13. März 2011 absolviert.
|                   | Ergebnis |                  | Zuschauer |
| ----------------- | -------- | ---------------- | --------- |
| Birmingham City   | 2:3      | Bolton Wanderers | 23.699    |
| Manchester United | 2:0      | FC Arsenal       | 74.693    |
| Stoke City        | 2:1      | West Ham United  | 24.550    |
| Manchester City   | 1:0      | FC Reading       | 41.150    |

## Halbfinale
Die Auslosung fand am 13. März 2011 statt.
Die Spiele wurden am 16. und 17. April 2011 absolviert.
|                  | Ergebnis |                   | Zuschauer |
| ---------------- | -------- | ----------------- | --------- |
| Manchester City  | 1:0      | Manchester United | 86.549    |
| Bolton Wanderers | 0:5      | Stoke City        | 75.064    |

## Finale
| Manchester City                                                       | Manchester City | Stoke City | Stoke City | Aufstellung                                  |
| --------------------------------------------------------------------- | --- | --- | ---------- | -------------------------------------------- |
| Manchester City                                                       | \| Samstag, 14. Mai 2011 um 15:00 Uhr (WESZ) in London (Wembley-Stadion) \| \| Ergebnis: 1:0 (0:0) \| \| Zuschauer: 88.643 \| \| Schiedsrichter: Martin Atkinson \| \| Spielbericht \|                                                                 | \| Samstag, 14. Mai 2011 um 15:00 Uhr (WESZ) in London (Wembley-Stadion) \| \| Ergebnis: 1:0 (0:0) \| \| Zuschauer: 88.643 \| \| Schiedsrichter: Martin Atkinson \| \| Spielbericht \|                                                                                  | Stoke City | Aufstellung Manchester City gegen Stoke City |
| Manchester City                                                       | Joe Hart – Micah Richards, Vincent Kompany, Joleon Lescott, Aleksandar Kolarov – Nigel de Jong, Gareth Barry (73. Adam Johnson) – David Silva (90. Patrick Vieira), Yaya Touré, Mario Balotelli – Carlos Tévez Cheftrainer: Roberto Mancini ( Italien) | Thomas Sørensen – Andy Wilkinson, Ryan Shawcross , Robert Huth, Marc Wilson – Jermaine Pennant, Glenn Whelan (85. Danny Pugh), Rory Delap (81. John Carew), Matthew Etherington (62. Dean Whitehead) – Kenwyne Jones, Jonathan Walters Cheftrainer: Tony Pulis ( Wales) | Stoke City | Aufstellung Manchester City gegen Stoke City |
| Manchester City                                                       | 1:0 Yaya Touré (74.) | | Stoke City | Aufstellung Manchester City gegen Stoke City |
| Manchester City                                                       | Robert Huth (40.), Andy Wilkinson (76.) | | Stoke City | Aufstellung Manchester City gegen Stoke City |
| Samstag, 14. Mai 2011 um 15:00 Uhr (WESZ) in London (Wembley-Stadion) | | |            |                                              |
| Ergebnis: 1:0 (0:0)                                                   | | |            |                                              |
| Zuschauer: 88.643                                                     | | |            |                                              |
| Schiedsrichter: Martin Atkinson                                       | | |            |                                              |
| Spielbericht                                                          | | |            |                                              |